# Palais de Naniwa Nagara-Toyosaki

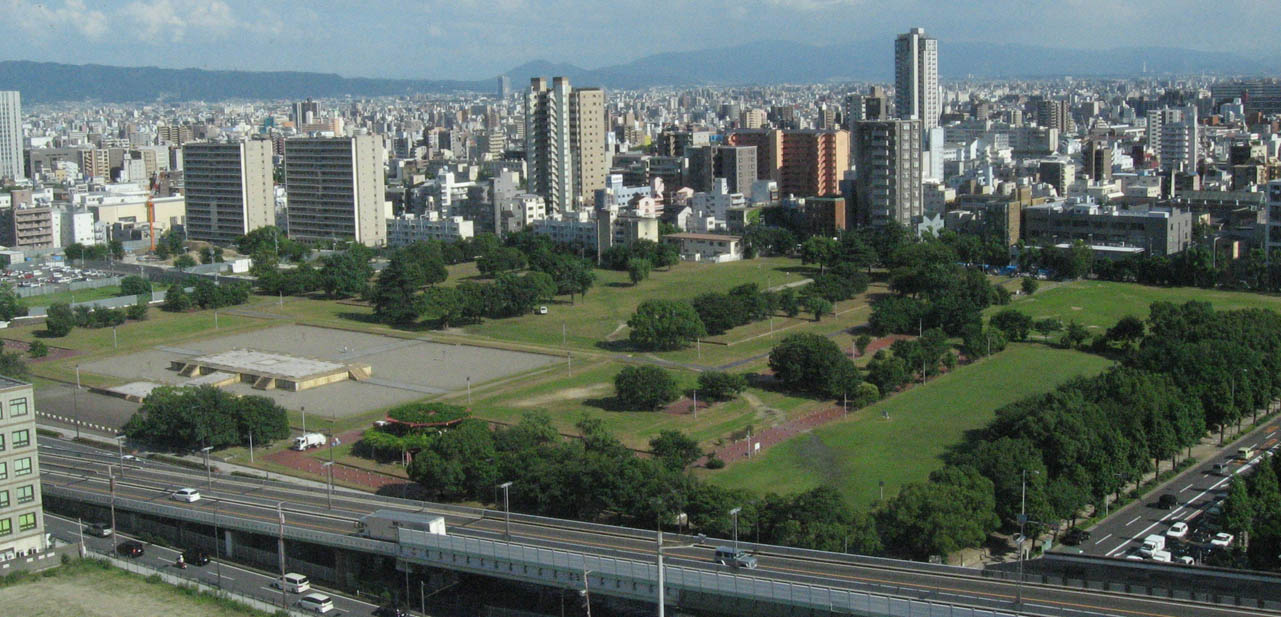
Parc à l'emplacement du palais de Naniwa.

Le palais de Naniwa Nagara-Toyosaki (難波長柄豊崎宮, Naniwa Nagara-Toyosaki-no-miya), ou palais de Naniwa (難波宮, Naniwa-no-miya) en abrégé, est un palais japonais historique qui était situé au centre de l'actuelle ville d'Osaka. Le palais datant de 652 est également parfois appelé « ancien palais de Naniwa », par opposition au nouveau palais de Naniwa datant, lui, de 744.
D'après la chronique Nihon Shoki, le palais fut détruit par un grand incendie en 686.
Les ruines de l'ancien palais ont été mises au jour par un archéologue local, Tokutaro Yamane, en 1957. Lorsque les ruines sont apparues, Yamane a laissé un dicton, « Ware maboroshi no daigokuden o mitari ! », « J'ai vu l'ombre [à savoir, fantomatique ou illusoire] du daigokuden [bâtiment principal du palais] ! »

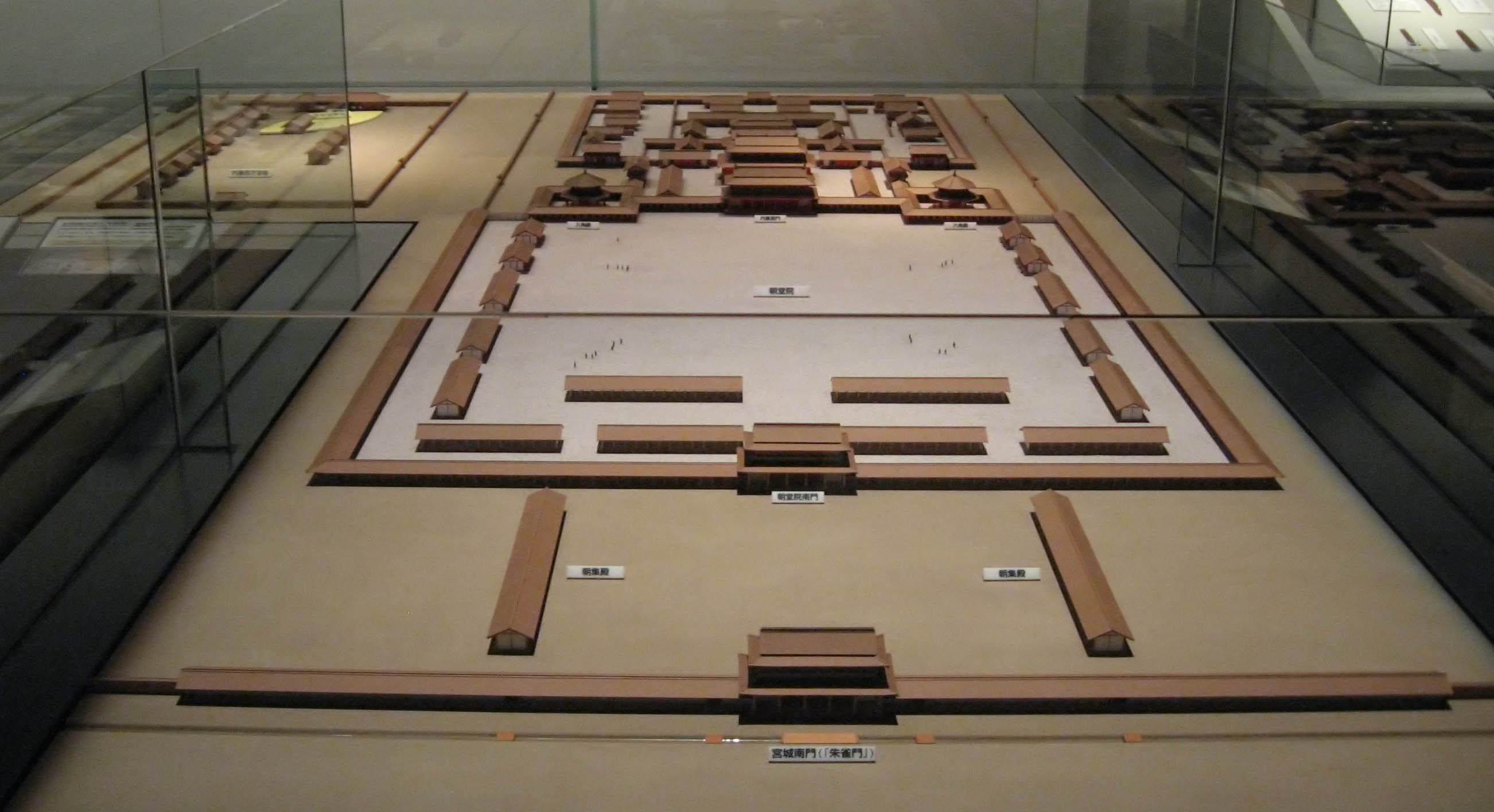
Maquette de la reconstitution du palais (Musée de l'histoire d'Osaka).

Le plan du palais était celui des palais chinois, tandis que la méthode de construction était celle dite hotatte bashira, de gros piliers de bois directement enfoncés dans le sol. La résidence de l'empereur (Dairi) se trouvait au nord, tandis que les locaux administratifs (chôdô-in) étaient au sud du palais. À l'ouest, on a trouvé les vestiges de vastes entrepôts. Deux grands bâtiments octogonaux entouraient la porte méridionale de la Dairi.

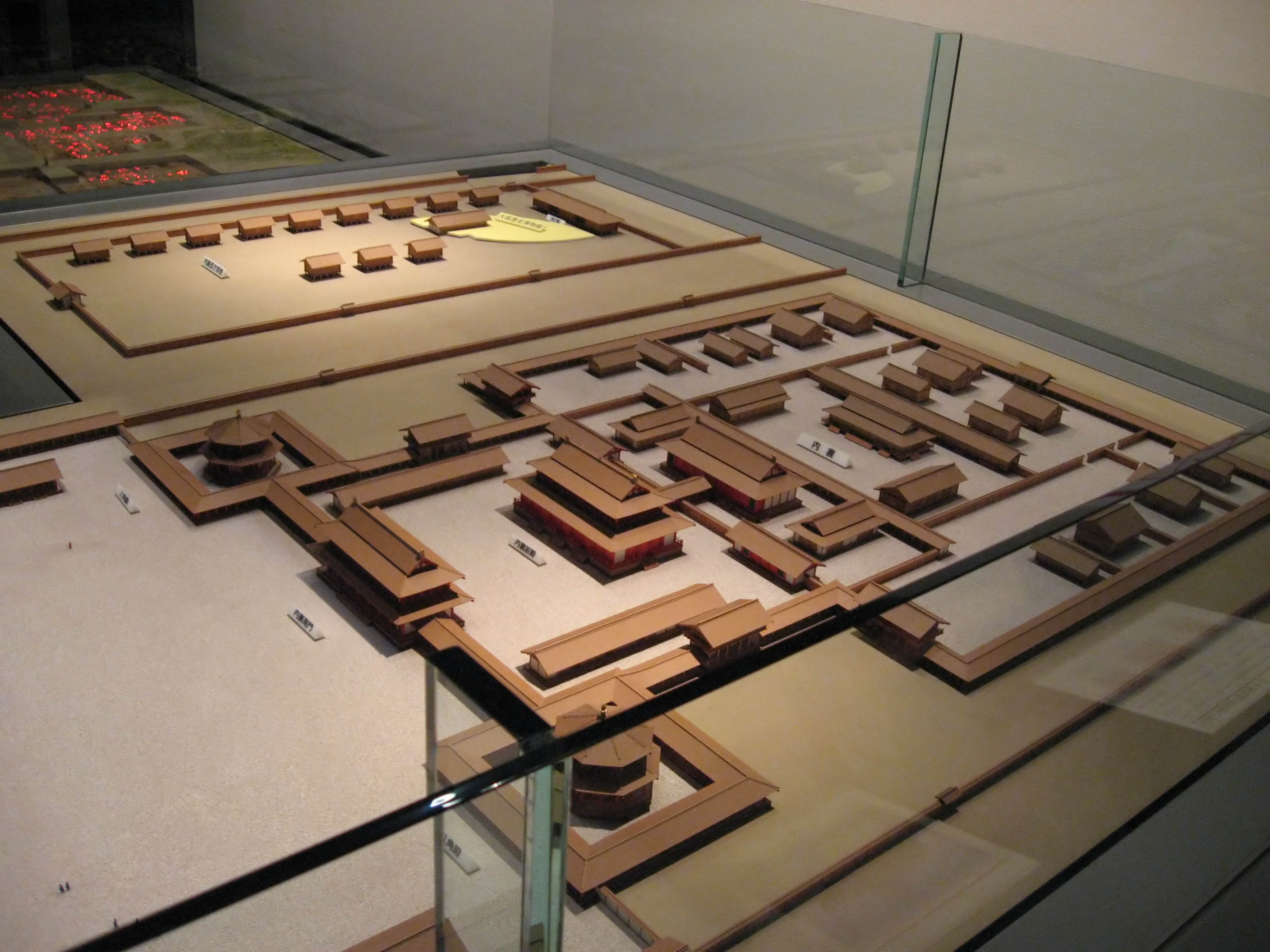
Détail de la maquette de la reconstitution du palais (Musée de l'histoire d'Osaka).